# Брюхвегштадіон
«Брюхвегштадіон» або «Штадіон ам Врюхвеґ» (нім. Bruchwegstadion, Stadion am Bruchweg) — футбольний стадіон у місті Майнц, Німеччина, одна з домашніх арен ФК «Майнц 05». 
Стадіон відкритий 1929 року. У 1947, 1951, 1953, 1965, 1981, 1997 та 2002 роках реконструйовувався. Арена має особливу конструкцію трибун, яких налічується шість. Чотири трибуни встановлені відносно сторін горизонту, дві інших у кутах між основною та боковими. Чотири основних трибуни накриті дахом. 
Протягом 1929–2011 років стадіон був домашньою ареною основної команди ФК «Майнц 05», яка з 2011 року домашні матчі приймає на стадіоні «Опель Арена». Нині «Брюхвегштадіон» є тренувальним майданчиком для основної команди та домашньою ареною дублюючого складу «Майнц 05».